# اور کلت
اور کلت (به انگلیسی: Over Kellet) یک محله مدنی و روستا در بریتانیا است که در لنکستر واقع شده‌است. اور کلت ۷۶۱ نفر جمعیت دارد.